# Аксель Меркс
Аксель Меркс (8 серпня 1972) — бельгійський велогонщик.
Бронзовий призер Олімпійських Ігор 2004 року в груповій шосейній гонці, учасник 2000 року.